# 泗店乡
泗店乡，是中华人民共和国河南省信阳市新县下辖的一个乡镇级行政单位。

## 行政区划
泗店乡下辖以下地区：
范店村、付山村、邱湾村、余畈村、大畈村、余河村、王楼村、邹河村、计河村、分水岭村、陆湾村和泗店村。

## 交通
- 京九铁路：泗店站